# Branko Kadić
Branko Kadić (Krug, Dolnja Poljica, 4. travnja 1919. - Buenos Aires, 3. srpnja 1991.), hrvatski domovinski i iseljenički književnik, književni kritičar, esejist, prevoditelj i diplomat

## Životopis
Rodio se je u mjestašcu Krugu u Dolnjim Poljicin, danas dijelom Jesenica. U Krugu je završio pučku školu. U Splitu je išao u sjemenište gdje je završio klasičnu gimnaziju. Gimnazijski kolege bili su mu Jure Kaštelan i Ivan Raos. Maturiravši, upisao se na zagrebački Filozofski fakultet na kojem je studirao južnoslavenske književnosti i romanske jezike. Izbivanjem Drugoga svjetskog rata zaposlio se je u Ministarsvu vanjskih poslova. Dvije godine potom imenovan je na mjesto tajnika hrvatskog veleposlanstva grofa Pejačevića u Madridu. Nakon rata izabrao je emigraciju. Iz Španjolske je odselio u Argentinu, u Buenos Aires, gdje se je oženio s Marijom Zulemom Ricci i dobili su dva sina. Radi uzdržavanja obitelji i k tome dvoje djece nakon smrti njegove sestre, radio je razne poslove i često je radio na dvama radnim mjestima. Iako rastrgan obvezama, nikad nije prestao biti književnikom. Malo tko se je u hrvatskoj emigraciji isticao kao književni kritičar. Kadić je desetljećima srazmjerno redovito pisao književne kritike, o hrvatskim, španjolskim i francuskim književnicima. Nezaobilazni su mu brojni eseji, poput onih o pjesništvu Viktora Vide, Srećka Karamana ili Zvonimira Katalenića. Uspjele su mu također procjene i prikazi s područja likovne umjetnosti (primjerice o Z. Dučmeliću i Š. Pelicariću). Uglavnom je prilog objavio u Hrvatskoj reviji i Studia croatica, ali i još ponegdje. Cijeli je život bio članom uredničkog odbora u Studia croatica. Za Studiju croaticu vrsno je prevodio hrvatske tekstove na španjolski.
Argentinsko-hrvatska književnica  Ana Blažeković uvela ga je kao lik u svoj roman María Josefa Ezcurra, zabranjena Belgranova ljubav.
Umro je u Buenos Airesu 3. srpnja 1991. godine. Poslije njegove smrti bila je u pripremi knjiga Kadićevih izabranih književnih kritika i eseja. Ante Kadić, jedan od najboljih poznavatelja hrvatske emigrantske pisane riječi istakao je da je važan prinos hrvatskoj književnoj povijesti čine Brankova pisma.

## Nagrade i priznanja
- Šimun Šito Ćorić uvrstio ga je u svoju antologiju 60 hrvatskih emigrantskih pisaca.[1]

## Vanjske poveznice
- Branko Kadić  Arhivirana inačica izvorne stranice od 14. veljače 2021. (Wayback Machine), Autori i suradnici - Hrvatska revija. LZMK